# Астрономическая обсерватория Мальорки
Астрономическая обсерватория Мальорки — астрономическая обсерватория, основанная в 1991 году на юге Костича, Мальорка, Испания.

## Руководители обсерватории
- Salvador Sánchez - директор обсерватории

## История обсерватории
Первая роботизированная обсерватория для наблюдения и открытия астероидов. При обсерватории есть планетарий.

## Инструменты обсерватории
- телескоп REMO2 (2 шт): 30cm f/9 Schmidt-Cassegrain + SBIG STL-1001E CCD[1]
- 60-см телескоп

## Направления исследований
- Открытие и подтверждение астероидов
- Вспышки Новых в М31
- Фотометрия астероидов

## Основные достижения
- Открыто более 70 астероидов с 1995 по 2009 года, которые уже получили постоянное обозначение[2][3]
- 9430 астрометрических измерений опубликовано с 1995 по 2009 года [4]
- Открытие потенциально опасного астероида 2006 WH1
- Реализация La Sagra Sky Survey в обсерватории Ла-Сагра[5]

## Адрес обсерватории
- Camí de l'Observatori s/n, 07144 Costitx, Mallorca, Illes Balears